# 神戸国際大学
神戸国際大学（こうべこくさいだいがく、英語: Kobe International University）は、兵庫県神戸市東灘区向洋町中9-1-6に本部を置く日本の私立大学。1963年創立、1968年大学設置。大学の略称は神国大、K.I.U.。
日本聖公会系のキリスト教主義学校（ミッション・スクール）である。

## 概観
学校法人八代学院が、創設者・八代斌助の遺志を継ぎ1968年に設立。1992年に現学名に変更。
聖公会キリスト教の精神に基づき、全人格的人間形成をめざし、経済学とリハビリテーション学の理論並びに実践について研究教授することを目的とする。西日本で観光学に特化した学科を最初創設。早い時期から国際交流に力を入れ、現在では「Global Campus」をスローガンに力を入れ、海外の大学40校以上の協定を結んでいる。また、語学力問わずの初心者向けや海外インターンシップなど幅広いニーズに対応できるプログラムを用意している。

### 建学の精神
「神を畏れ、人を恐れず、人に仕えよ」
- 「神を畏れ」  神を恐怖すべきものとしてではなく、畏れ尊ぶべきものであることを示しており、真理真実に対する謙虚さ
- 「人を恐れず」  人間は神によって平等につくられた存在であるから、誰をも恐れることなく誰にもへつらうことなく、平等に交際することが大切であるという意味
- 「人に仕えよ」  打算的利己主義からでなく、相手のためにという“愛”を動機として行うものでなければならないという意味

### スローガン
「Toward a Global Campus」
神戸にあるキャンパスだけでなく、世界中に広がる協定大学のキャンパスで異文化に触れながら学ぶことを推奨している。

## 沿革
（沿革節の主要な出典は公式サイト）
- 1963年
  - 1月 兵庫県神戸市垂水区に学校法人八代学院創立認可
  - 4月 八代斌助により八代学院高等学校開校
- 1968年4月 八代学院大学開学（経済学部経済学科）
- 1969年 鳥取県に八代学院大山野外活動センター設置
- 1972年 コース制（経済学、経営学、貿易学、観光学）開始。観光学コースは当時の西日本唯一のものであった
- 1992年 八代学院大学から神戸国際大学に、八代学院高等学校を神戸国際大学附属高等学校に改称
- 1995年 神戸国際大学経済学部に都市文化経済学科を設置
- 2002年 キャンパスを垂水区学が丘から東灘区（六甲アイランド）へ移転
- 2008年 経済学部の経済学科を経済経営学科に、都市文化経済学科を都市環境・観光学科に改称
- 2009年 経済学部に国際別科を設置。リハビリテーション学部理学療法学科を設置
- 2016年 経済学部の都市環境・観光学科を国際文化ビジネス・観光学科に改称

神戸国際学園の経営母体である学校法人八代学院は、日本聖公会神戸教区に属する

## 基礎データ

### 所在地
兵庫県神戸市東灘区向洋町中9丁目1番6号
JR住吉駅もしくは阪神電車魚崎駅から、六甲ライナーを利用し、六甲アイランド内のマリンパーク駅から徒歩3分の位置で、マリンパークに接している。
尚、キャンパスは上空から見ると日本列島の形に構成されている。
六甲アイランド移転を契機として、都市問題を扱う研究、教育に力を入れており、教員も都市問題関係の人材を集めている。
また、キリスト教系でもあり、英語教育に力を入れ、ネイティブスピーカー教員の登用や、海外研修にも力を入れている。

### 学生数
- 経済学部 1,514人
- リハビリテーション学部 335人
- 合計 1,849人

（注）2021年5月1日現在

### シンボルマーク
シンボルマークは、国際都市・神戸からイメージされるコンパスと錨をモチーフとして中央に十字架をデザインしている。また、コンパスの形は学業のペンや鉛筆の形も暗示させている。全体の形は安定のある正三角形を基本とし、上昇する形・未来への志向を感じさせるデザインとなっている。また2色のブルーカラーは“海（知性）”と“空（若さ）”の青さを表現している。

### 50周年ロゴマーク
ロゴマークは、世界をイメージさせる地球をモチーフに、左下から流れている波はこれまで国際教育を掲げ教育界の海原を進んできた50年を、右上へ吹き抜けていく海風は広い世界へつながっていくこれからの50年を表している。

## 学部・学科

### 経済学部

#### 特別クラス
選抜クラスで事前に選抜試験が必要。
- 英語特別クラス（両学科から選択可能）
- 経済特別クラス（経済経営学科のみ）
- 観光特別クラス（国際文化ビジネス・観光学科のみ）

#### 経済経営学科
- 経営コース
- 経済コース
- 情報経済コース

#### 国際文化ビジネス・観光学科
- 観光コース
- ホテル・ブライダルコース
- 国際コミュニケーション・エアラインコース
- ファッション・デザインビジネスコース

### リハビリテーション学部
- 理学療法学科

上記の組織のほかに、経済学部に国際別科を有する。

## 研究所
- 経済文化研究所

学内に設けられた研究機関。神戸国際大学経済文化研究所叢書を発行。
- 国際交流・生涯教育センター

学生に対する国際交流、学外への生涯教育制度のサポートを行っている

## 学生生活

### 独立団体
学生会

### 部活動
- サッカー部
- 男子バレーボール部
- 女子バレーボール部
- 硬式野球部
- ハンドボール部
- 陸上競技部
- バスケットボール部
- フットサル部
- ダンス部
- DPLS（ディブルス）
- 日本文化部
- 軽音楽部
- 漫画研究部

## 対外連携

### 他大学との協定

#### 交換留学生制度校
トリニティ大学（フィリピン）、クイーンズランド工科大学（オーストラリア）、セント・マーティンズ大学（アメリカ）、蘇州大学（中国）、グリフィス大学（アイルランド）、オスロ・メトロポリタン大学（ノルウェー）、イースタン・アジア大学（タイ）、ホーチミン市外国語情報技術大学（ベトナム）、ホーチミンテクノロジー大学（ベトナム）、明新技術大学（台湾）

#### 海外提携大学
アメリカ
- セント・マーティンズ大学（英語版）
- カリフォルニア州立大学サクラメント校（英語版）
- ハワイ大学付属カピオラニ・コミュニティーカレッジ

カナダ
- ナイアガラカレッジ

アイルランド
- グリフィス大学（英語版）
- リムリック大学

イギリス
- ウェールズ・アベリストウィス大学（英語版）
- カンタベリー・クライスト・チャーチ大学

ノルウェー
- NLAユニバーシティ・カレッジ
- オスロ＆アケシュス応用科学大学

オーストラリア
- ボンド大学
- ウーロンゴン大学
- グリフィス大学

ニュージーランド
- リンカーン大学

中国
- 蘇州大学
- 長州大学

韓国
- 檀国大学校

フィリピン
- トリニティ大学
- シリマン大学
- フィリピンオープンユニバーシティ

ベトナム
- サイゴン芸術文化観光短期大学
- タンロン大学
- ダラット大学
- ハノイ大学
- ビンズオン大学
- ホーチミン市外国語情報技術大学
- ホーチミン市経済財政大学
- ホーチミンテクノロジー大学
- ラクホン大学

タイ
- イースタンアジア大学
- パンヤピワット経営大学

台湾
- 明新科技大学
- 長栄大学
- 中山医学大学
- 致理科技大学
- 国立台北科技大学

## 大学関係者と組織

### 大学関係者一覧
- 神戸国際大学の人物一覧

## 公式サイト
- 神戸国際大学